# Rudolf Veverka
Rudolf Veverka (3. duben 1922 Jihlava – 28. července 1973 Praha ) byl český malíř. Narodil se v rodině advokáta a sociálního demokrata JUDr. Rudolfa Veverky, který byl v letech 1925–1933 v Jihlavě prvním českým starostou.
Malování se Rudolf Veverka věnoval během studií v Praze až do počátku 50. let. V následném období se k malování vrátil ještě krátce kolem roku 1960 a poté až na konci 60. a počátku 70. let, krátce před svým předčasným úmrtím v 51 letech.

## Život

### Vzdělání
Po absolvování gymnázia odešel do Prahy, kde v letech 1941–1943 studoval na Uměleckoprůmyslové škole. Jeho školní práce se ale nezachovaly.
Rudolf Veverka byl mimořádně intelektuálně disponovaný. Celý život se intenzivně sebevzdělával v různých oborech, zejména v těch, které mu přinášely podněty pro rozvoj vlastní osobnosti.

### Zájem o umění
Zajímal se o výtvarné umění, literaturu i hudbu. Aktivně hrál na violoncello a harmonium. Svým dětem napsal několik pohádek. Zachované fragmenty těchto textů mají s jeho obrazy společnou imaginaci a poetiku. Obě tyto složky tvořily silný a zároveň zcela soukromý základ jeho tehdejší tvorby.
Zájem Rudolfa Veverky o výtvarné umění se nikdy neomezoval pouze na umění současné. Zvlášť ve čtyřicátých letech si on i řada jeho generačních vrstevníků pod dojmem vlastních dramatických zážitků, nebo dojmů z prostředí, v němž byli nuceni žít, kladli existenciální otázky, které obvykle na tak mladé lidi nedoléhají. Veverkova manželka Hana byla navíc po matce ze židovské rodiny. Existenciální úzkost v takových podmínkách vedla k jeho zesílené víře ve smysl empatie. Snaha vyrovnat se s těmito skutečnostmi jej i mnohé další přiváděla k základním modelům křesťanské civilizace.
Přes tyto obtíže Veverka intenzivně sledoval surrealismus, vlastnil tiskem vydané přednášky André Bretona, Freudovy spisy, díky časopisům jako byl Caiher d´Art znal i tvorbu dalších avantgardních umělců, zvláště pak Picassa.
Zájem o umění však nikdy neovlivňoval jeho tvorbu přímo, ale mnohem spíš se stával podnětem k dalším osobním průzkumům. Podobně jako surrealisté ho lákaly i vstupy do patologicky deformovaného vnímání. Pod dojmem studia slavné Prinzhornovy práce o schizofrenii jako separaci intelektuálních a emočních funkcí, se spolu s dalšími mladými umělci přihlásil profesoru Svetozáru Nevolemu coby frekventant pokusů s LSD. Halucinační zážitky při použití LSD, zvláště pak dosud nepoznané barevné a sluchové vize, zúročil potom v některých svých obrazech například v expresivní deformaci figur či dramatické hře rukou, ale i v jejich až manýristické barevnosti.

## Posmrtné znovuobjevení
Rané práce Rudolfa Veverky znovuobjevila pro dějiny českého umění výstava Konec avantgardy?, která se s velkým úspěchem konala v Galerii hlavního města Prahy v roce 2011. Autorkou její koncepce a stejně tak i stejnojmenné publikace, která k ní vyšla, byla se svým týmem Veverkova dcera Hana Rousová.
Tento projekt dal podnět k úvahám teoretika umění Josefa Vojvodíka o významu Veverkova díla v souvislostech českého i světového výtvarného umění, které vyšly pod názvem Patos v českém umění, poezii a umělecko-estetickém myšlení (2014). Tvorbě Rudolfa Veverky věnoval Vojvodík v knize rozsáhlou kapitolu.

Malířskou tvorbu Rudolfa Veverky lze s časovým odstupem hodnotit jako originální vklad do dějin českého moderního umění. 

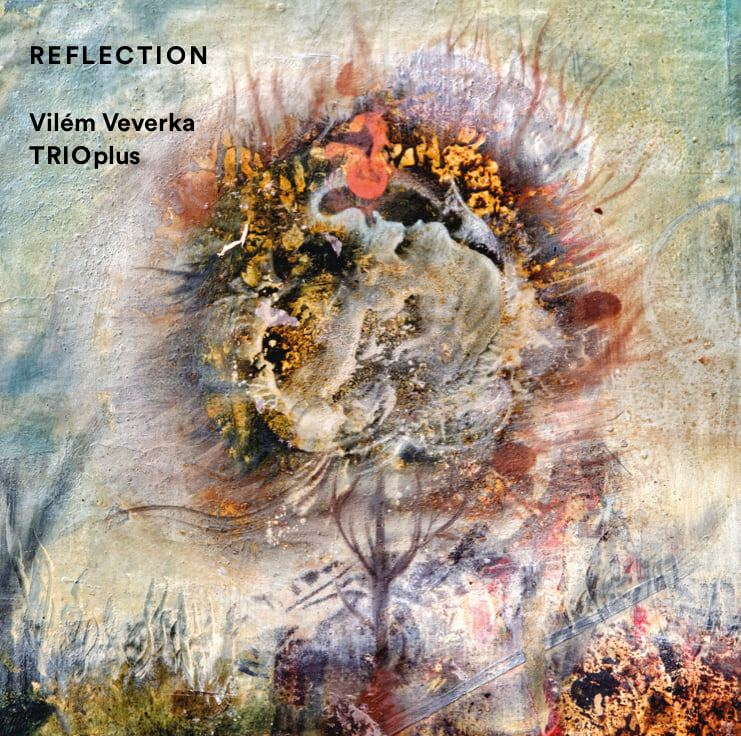
Rudolf Veverka, malba, Přebal hudebního CD Viléma Veverky Reflection
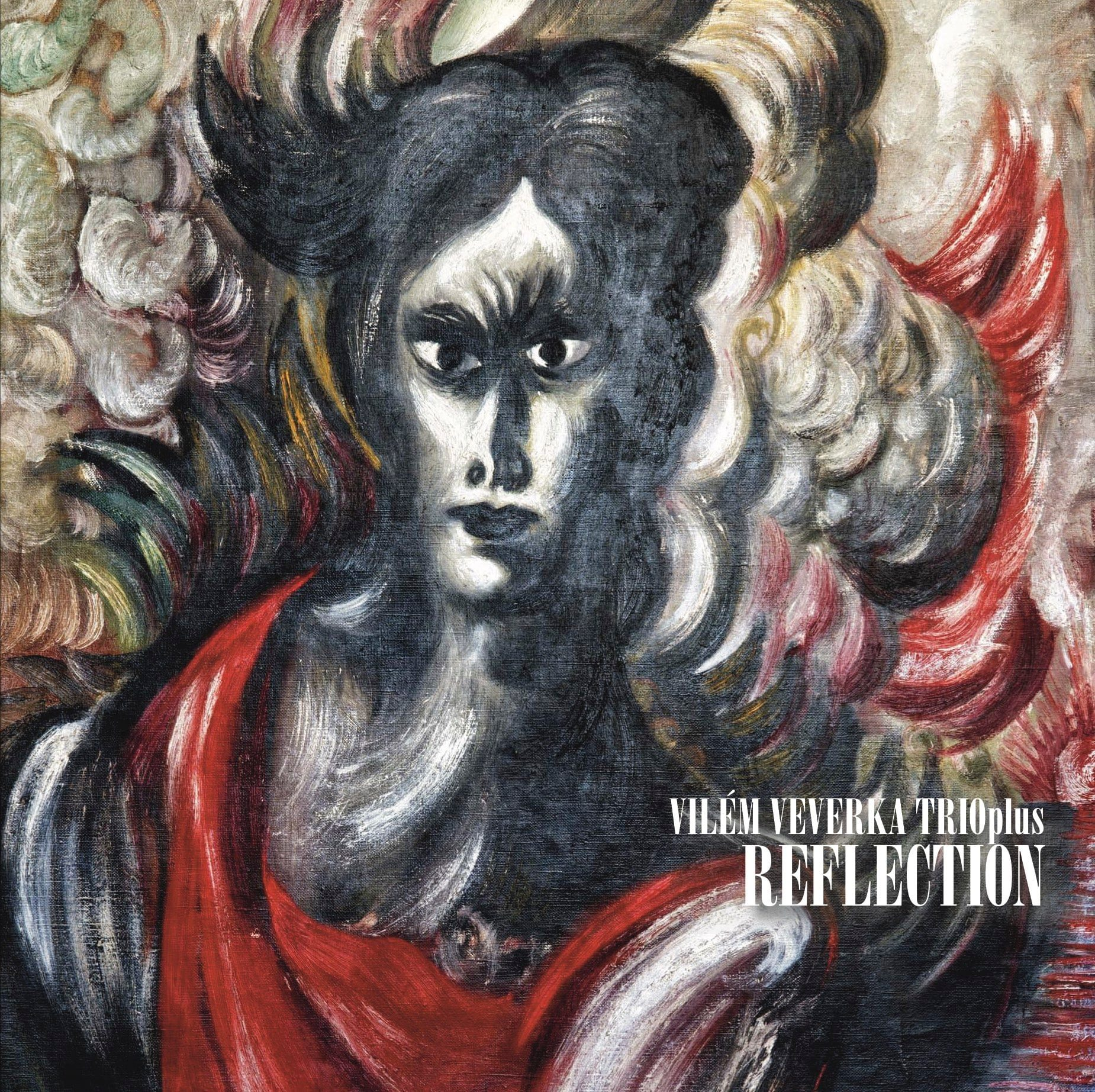
Rudolf Veverka, Svatý Jan Evangelista, konec 40. let, Přebal hudebního LP Viléma Veverky Reflection

## Dílo
První, poměrně ucelený soubor, tvoří až obrazy s biblickou tematikou z let 1945–1953. Svá ranější díla Rudolf Veverka na konci 40. let spálil.
Konkrétně v letech 1945–1948 technikou olejomalby vytvořil Rudolf Veverka díla jako:
- Raněný, 1945,
- Žena ošetřující raněného, 1946,
- Snímání z kříže, 1946,
- Modrá žena v křesle, neboli Archanděl, 1947,
- dvě verze Piety a
- některé variace námětu Oplakávání Krista.

Pro Veverkova díla z tohoto období je typický – podobně jako u mnohých dalších mladých umělců v Čechách i jinde v Evropě – návrat ke křesťanské ikonografii, zvláště pak k tématu Ukřižování a spolu s ním ke spontánní, programově neestetizované expresi.
Rudolf Veverka vnímal Ukřižování Krista a biblické příběhy vůbec, jako velkou metaforu lidského utrpení a oběti, jako memento smyslu života i smrti. Pro svou tvorbu na tato témata našel předobraz v pozdně gotickém Isenheimském oltáři Matthiase Grünewalda, zejména v jeho známém Malém ukřižování. Výrazně odlišně pojatým dílem je potom Svatý Jan Evangelista z konce 40. let, agresivními rudými, černými a šedými tóny spolu s dynamickým tvaroslovím evokující jeho zjevení apokalypsy.
Řadu dalších Veverkových děl známe pouze ze soukromých černobílých fotografií.
Malování se věnoval do počátku padesátých let a po krátké pomlce kolem roku 1960 se k němu vrátil v závěru svého života, v období opětovného útlaku koncem 60. a počátkem 70. let, kdy se tématem jeho spíš fantazijních kompozic znovu staly pasáže z Bible, tentokrát typu Přechod přes poušť (1971) a Zápas (1972).

Svoji tvorbu Veverka nikdy nevystavil, znala ji jen rodina a nejužší okruh přátel. 

Dílo Rudolfa Veverky
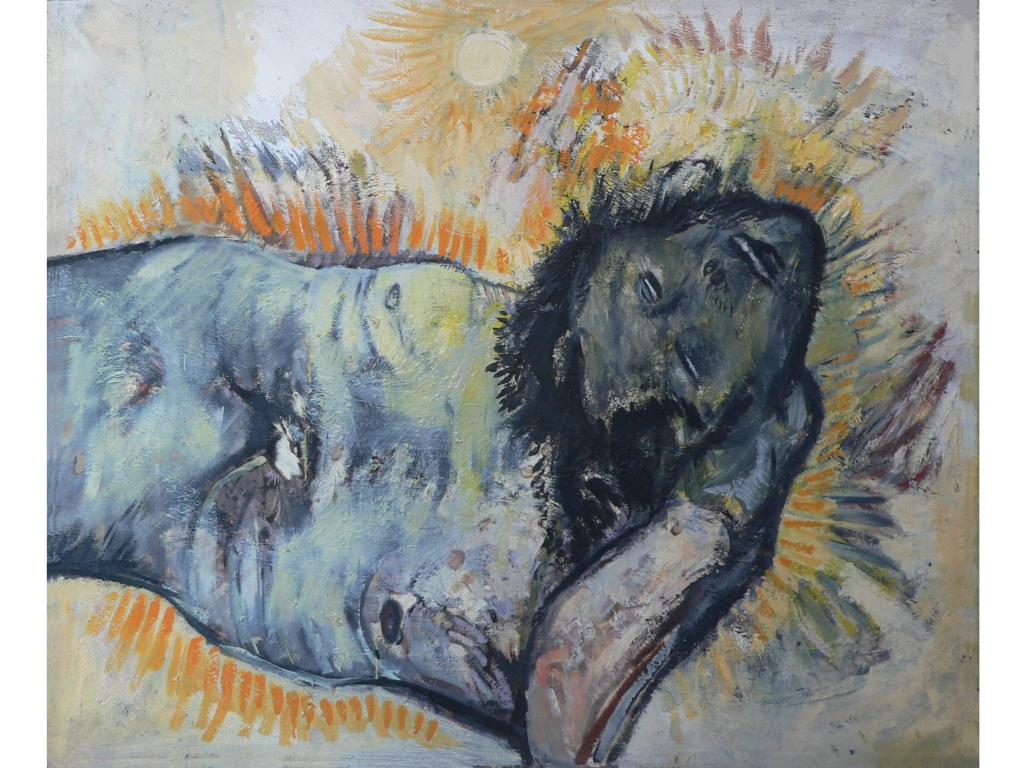
Raněný, kolem 1945
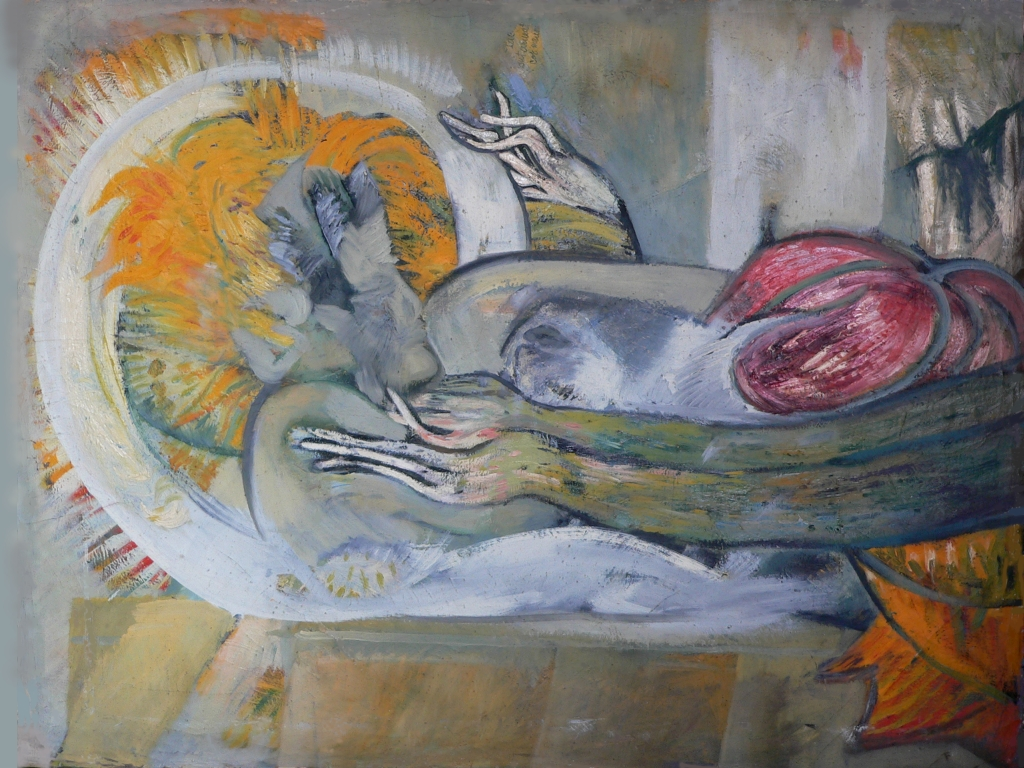
Žena ošetřující raněného, 1946
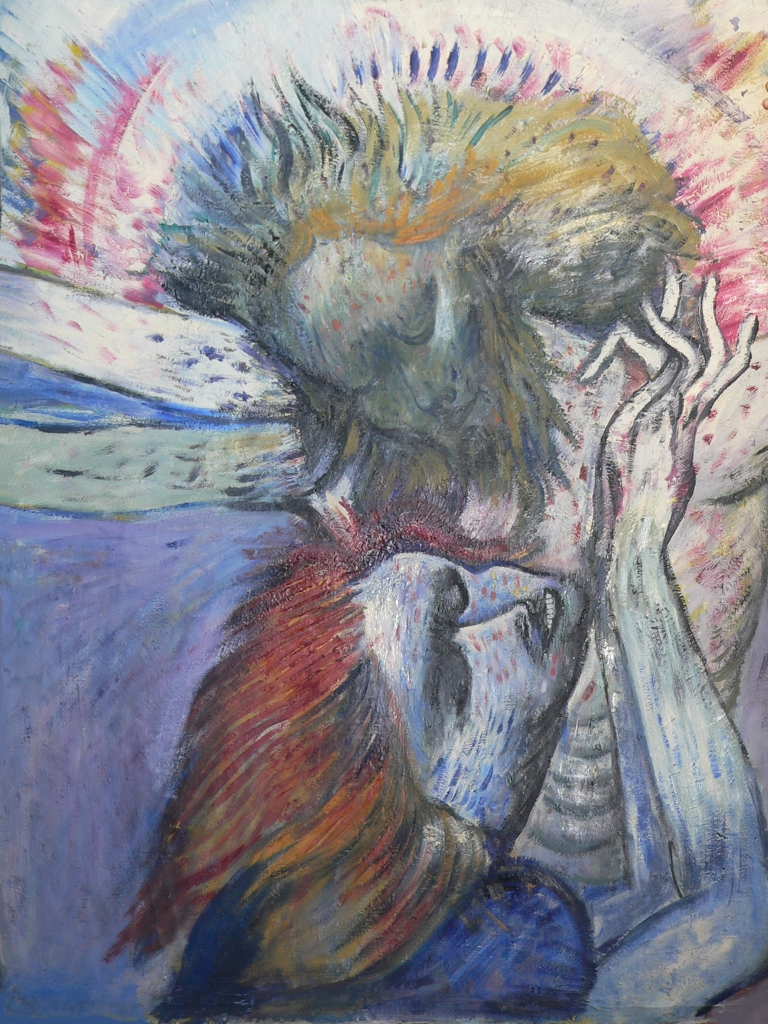
Snímání z kříže, kolem 1945
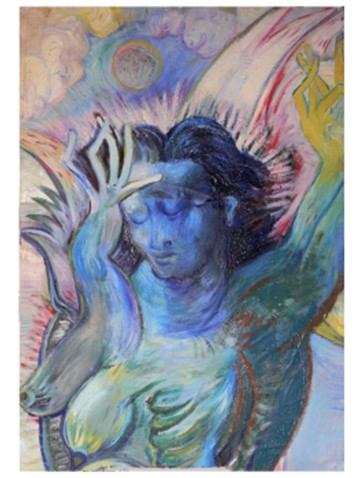
Archanděl, 1947
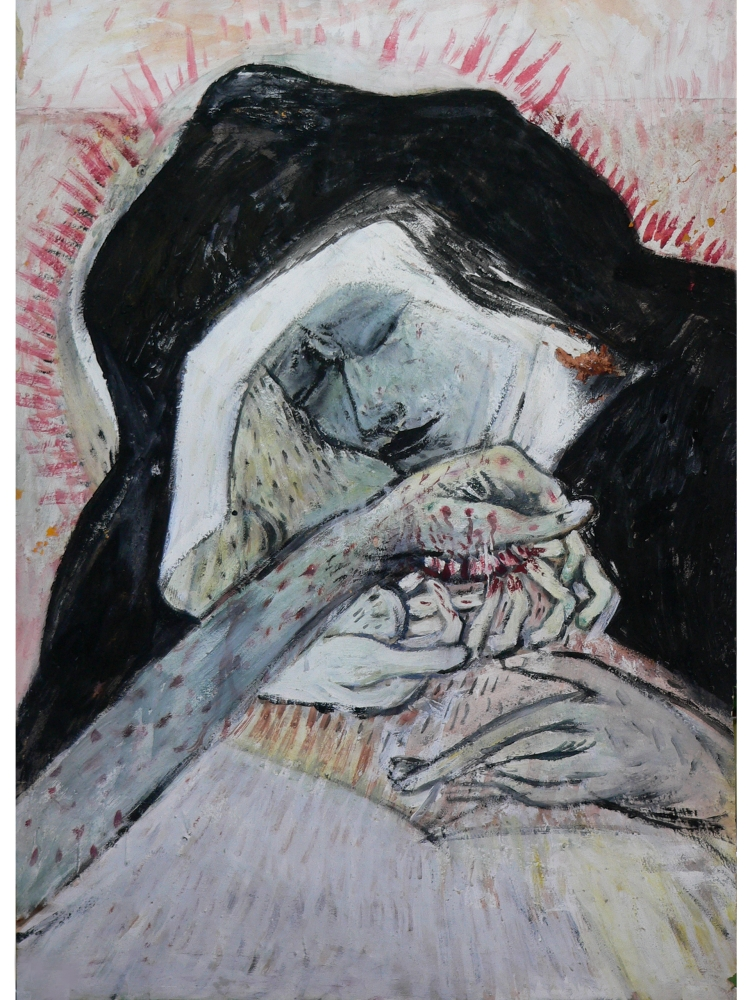
Oplakávání, konec 40. let
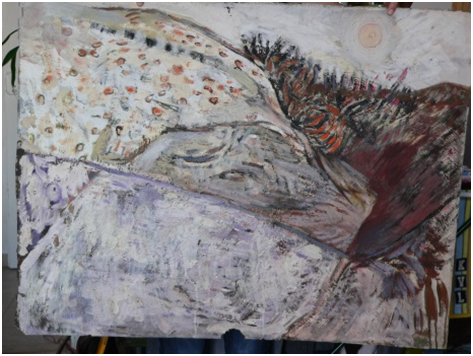
Krajina, 1948
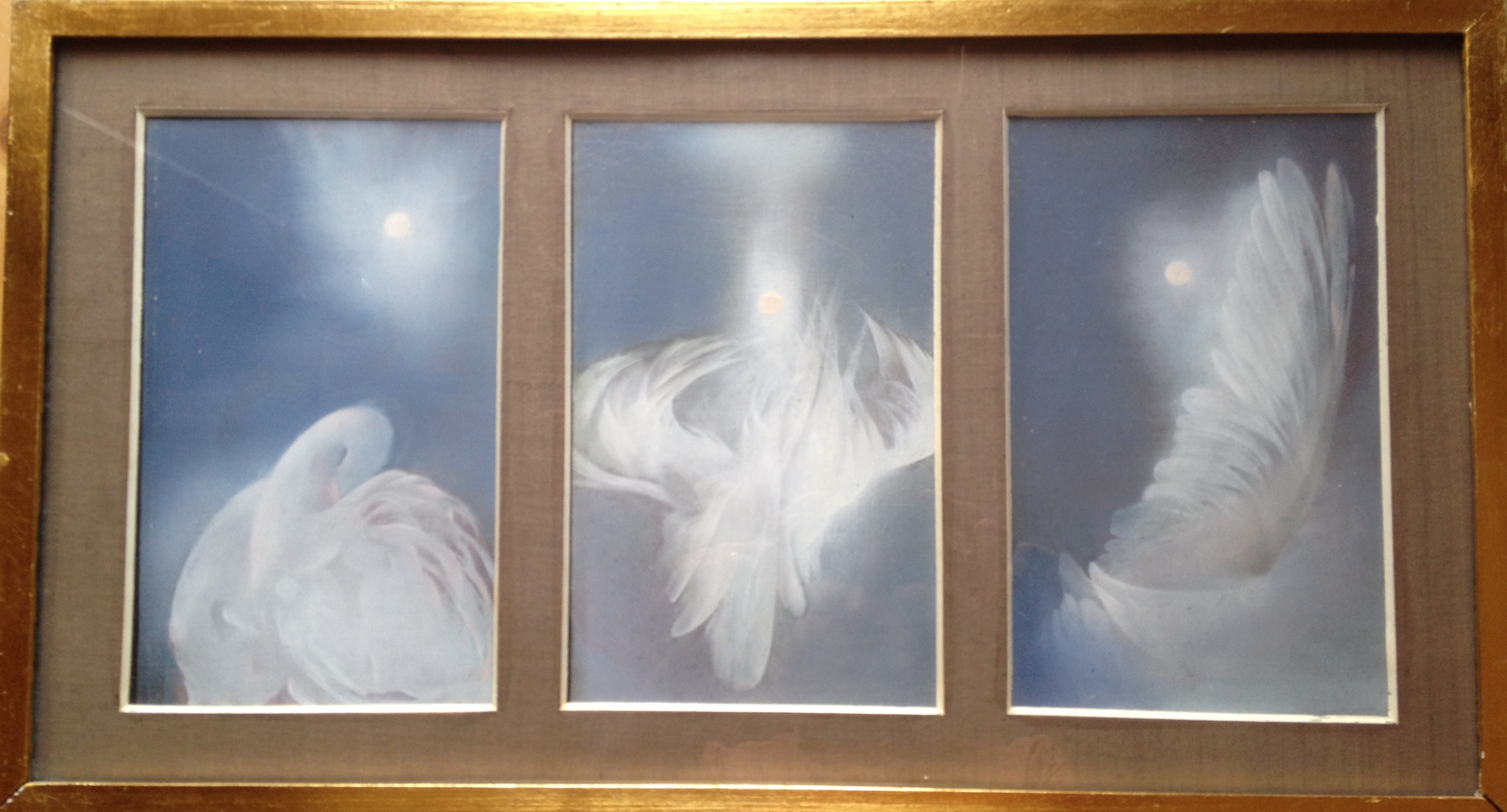
Ptáci a noc, 1971
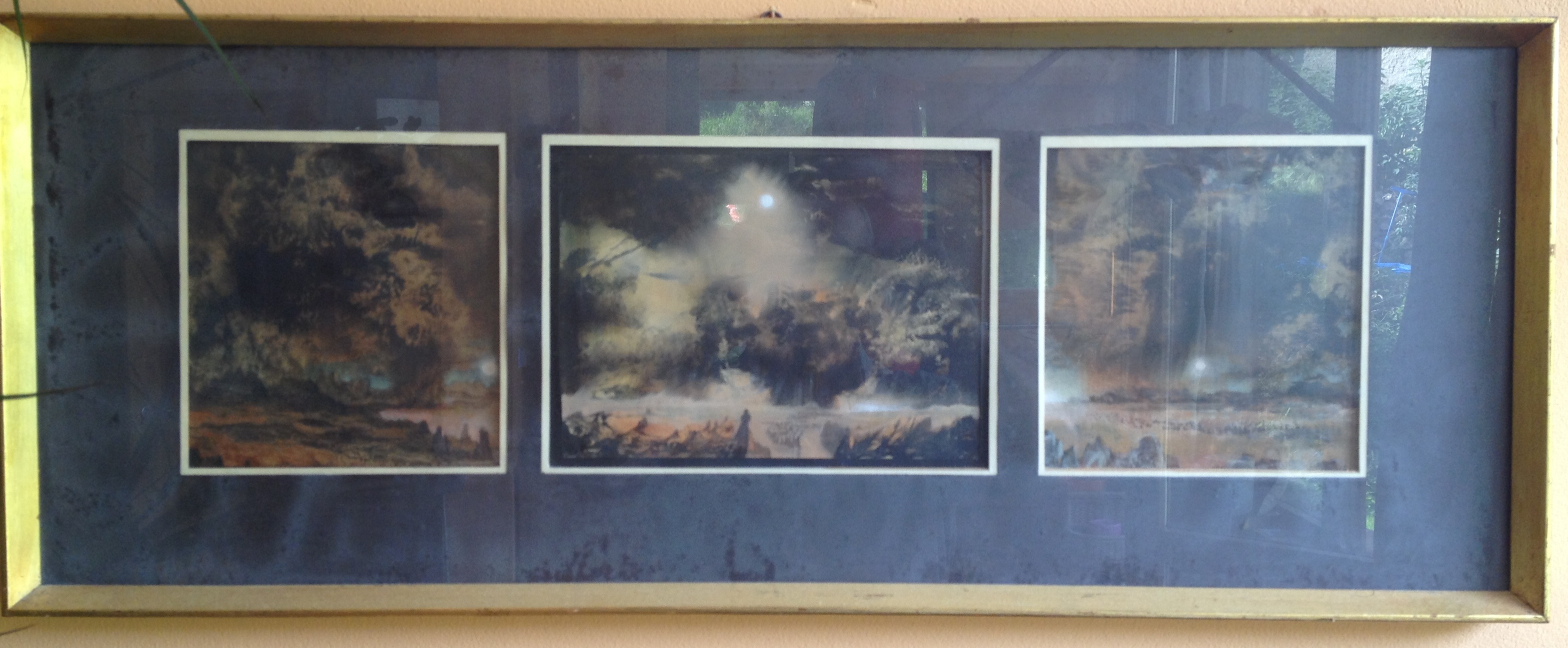
Přechod přes poušť, 1971
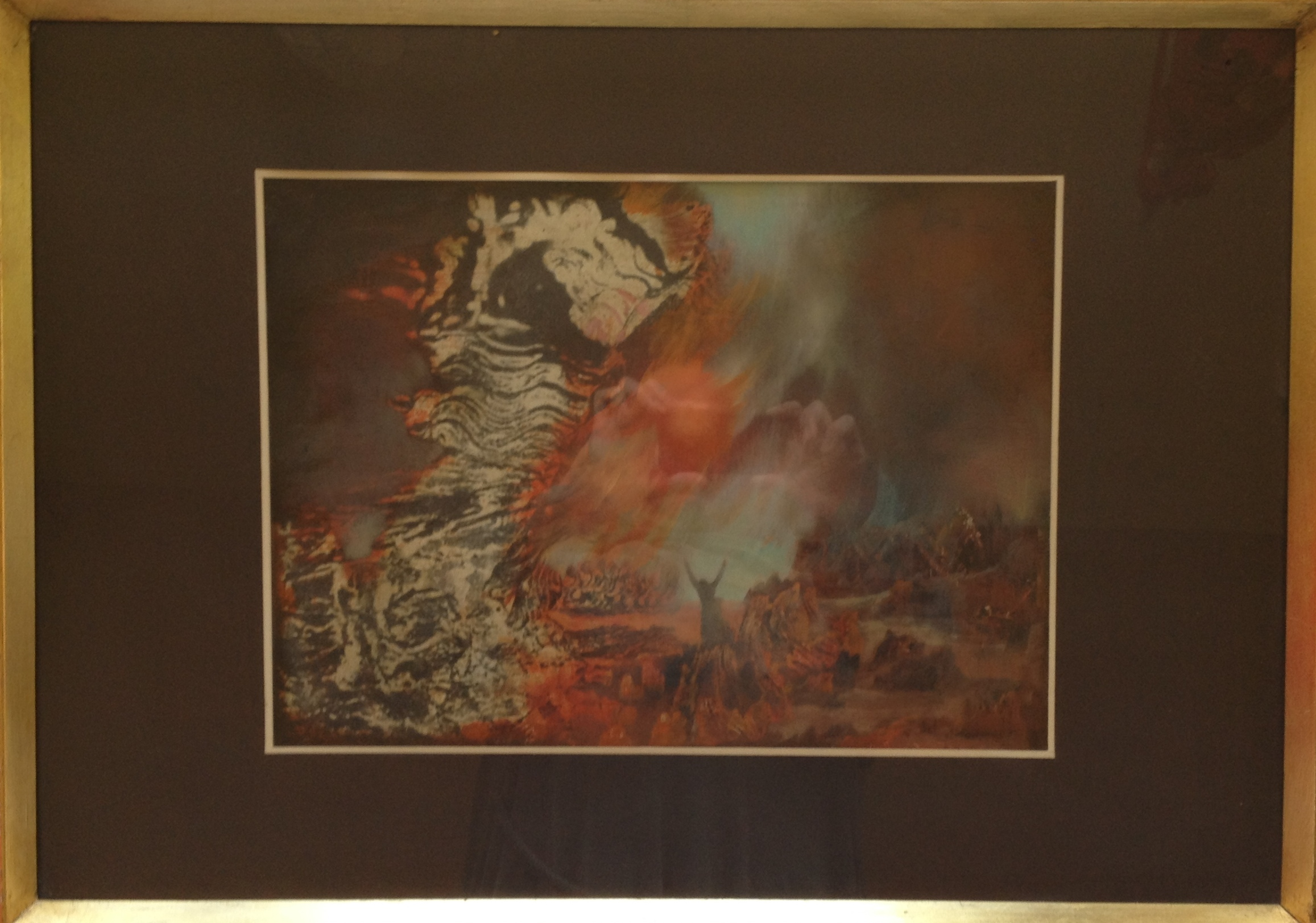
Zápas, 1972